# Джон Джелико
Джон Ръшуърт Джелико, 1-ви граф Джелико (на английски: John Rushworth Jellicoe, 1st Earl Jellicoe) е британски адмирал на флота, който командва британския флот в Ютландската битка през 1916 г. Справянето му в битката е противоречиво. Той не допуска сериозни грешки, а германският Флот на откритото море се оттегля към пристанищата си във времена, когато загубата на битката би имала катастрофални последствия за Великобритания, но обществото е разочаровано, че Кралските ВМС не са спечелили решителна победа, имайки предвид численото им превъзходство спрямо немците. След войната служи като генерал-губернатор на Нова Зеландия.

## Биография
Джелико е роден на 5 декември 1859 г. в Саутхамптън в семейството на капитан от търговския флот. Завършва училище в Ротингдийн и се присъединява към Кралските ВМС като кадет през 1872 г. Приет е в Кралския военноморски колеж през 1883 г., където става артилерийски експерт, а през 1888 г. е назначен в Адмиралтейството като помощник на директора по военноморската артилерия. През 1891 г. е повишен на командир, а скоро след това е назначен на борда на линейния кораб „Виктория“, част от Средиземноморския флот. През 1898 г. е назначен за командир на додредноута „Центурион“, намиращ се в Китай, и участва в експедиция за облекчаване на преговорите в Пекин по време на Боксерското въстание през 1900 г. От 1902 до 1914 г. заема различни постове в Адмиралтейството и във флота, по време на което подобрява и систематизира методите на военноморските сили за прицелване на големите оръдия на корабите.
В навечерието на Първата световна война, Джелико е изпратен при домашния флот в Скапа Флоу, където е заместник-командир на адмирал Джордж Калаган. Последният, обаче, много скоро е отстранен от Уинстън Чърчил и Джелико заема позицията му и е повишен на адмирал. В продължение на две години той организира и обучава флота, поддържайки го в бойна готовност. Формированието му е подложено на изпитание в Ютландската битка (31 май – юни 1916 г.) и макар навремето тактиката му да е остро критикувана, в днешно време се счита, че тя е довела до стратегическа победа, оставила германския Флот на откритото море неспособен за военни действия през остатъка от войната. Към края на години Джелико става първи морски лорд. Усилията му през 1917 г. за справяне с германската подводна кампания не са ефективни, докато не е приета конвойната система по настояване на министър-председателя Дейвид Лойд Джордж, който е отговорен за пенсионирането на Джелико от Адмиралтейството към края на годината. За службата си по време на войната, Джелико е удостоен с титлата 1-ви граф Джелико през 1918 г.
След края на войната Джелико е изпратен на специална мисия, в хода на която посещава доминионите и съветва относно следвоенната организацията на коренното им население. През 1919 г. е повишен на адмирал на флота, а на следващата година е назначен за генерал-губернатор на Нова Зеландия до 1924 г. Пише няколко книги на военноморска тематика.
Джон Джелико умира на 20 ноември 1935 г. от пневмония в дома си в квартал Кенсингтън, Лондон. Погребан е в катедралата Свети Павел.